# Велимир Радмиловић
Велимир Радмиловић (Херцег Нови, 25. септембар 1948) је црногорски физичар металургије, академик и редовни члан састава Српске академије наука и уметности од 4. новембра 2021.

## Биографија
Завршио је основне студије на Технолошко-металуршком факултету Универзитета у Београду 1972, магистарске 1981, докторат 1985, постдокторске студије на Универзитету Калифорније у Берклију 1986. и специјализацију на Универзитету у Лидсу и на Универзитету Калифорније у Берклију 1992. године. Радио је као редовни професор на Технолошко-металуршком факултету Универзитета у Београду до 2001, као водећи истраживач у Националном центру за електронску микроскопију „Лоренс Беркли” Националне лабораторије на Универзитету Калифорније у Берклију 2001—2011. и као научни саветник на Технолошко-металуршком факултету Универзитета у Београду 2011—2015. Уредник је Техника: Нови материјали, Journal of Srbian Chemical Society, члан је уредничког тима Journal of Metallurgy and Materials Engineering и уредник је International Journal of Metals. Члан је управног одбора Фонда Српске академије науке у уметности за научна истраживања, Савета библиотеке САНУ, Америчког струковног удружења за микроскопију МСА и материјала МРС, АСМ, ТМС, Европског друштва за микроскопију ЕМС и материјала ФЕМС. Добитник је стипендије Фулбрајтове фондације 1986, награде Министарства просвете, науке и технолошког развоја Републике Србије за најуспешније истраживаче 2002, чланства у Академији инжењерских наука Србије 2009, награде „Лоренс Беркли” Националне лабораторије за изузетне истраживачке резултате 2010, награде Европског микроскопског друштва за најбољи рад 2011, награде града Београда за науку и технику 2012, изабран је за почасног члана у Академији инжењерских наука Србије 2016, добитник је награде Друштва за материјале Србије за изузетан и трајан допринос науци и инжењерству материјала 2017. и био је пленарни предавач по позиву на више међународних конференција.